# Taxi zum Klo
Taxi zum Klo es una película alemana de 1981 escrita, dirigida y protagonizada por Frank Ripploh. La película es una comedia negra que explora la vida de un maestro de escuela de Berlín Occidental que es homosexual y los contrastes entre su vida pública y privada. Fue sexualmente explícita para el público general en la época de su estreno y durante un tiempo posterior; como resultado, la película no fue aprobada sin editar por la British Board of Film Classification hasta 2011, aunque se mostró ampliamente en los clubes de cine. Taxi zum Klo fue considerada innovadora por su tema y alcanzó un estatus de culto entre el público de la época. Fue estrenada el 9 de enero de 1981 en Alemania Occidental.
Filmada en locaciones con muchos personajes que aparecen como ellos mismos, la película documenta la cultura gay en Berlín Occidental en el breve momento posterior a la liberación gay y antes del inicio del SIDA, alrededor de 1980. Ripploh ha declarado que gran parte de la película fue autobiográfica. El nombre significa literalmente Taxi al baño (también traducido como Taxi al W.C.), ya que es un lugar para el sexo gay casual.

## Elenco
- Frank Ripploh como Frank Ripploh
- Bernd Broaderup como Bernd
- Orpha Termin
- Peter Fahrni como Dependiente de la estación de servicio
- Hans-Gerd Mehrtens como el Chico de Cuero
- Dieter Godde
- Klaus Schnee
- Bernd Kroger
- Markus Voigtlander
- Irmgard Lademacher
- Gregor Becker
- Marguerite Dupont
- Eberhard Freudenthal
- Beate Springer
- Millie Büttner
- Gitta Lederer
- Toller Cranston en un cameo como él mismo

## Recepción de la crítica
The Village Voice la aclamó como "la primera obra maestra sobre la corriente principal de la vida gay masculina". La película posee una aprobación de 90% según el sitio Rotten Tomatoes en base a 20 críticas.
Taxi zum Klo empató con Beau-père al ganar el premio 1981 de la Sociedad de Críticos de Cine de Boston a la mejor película en lengua extranjera. Obtuvo el premio Max Ophüls del Festival de Cine de Saarbrücken en 1980. También fue presentada en el Festival Internacional de Cine de San Sebastián 1981, bajo la categoría «Nuevos Realizadores».